# Неанура мохова
Неанура мохова (Neanura muscorum) — вид колембол з родини неанурид (Neanuridae). Досить поширений в Європі. Мешкає у вологих середовищах.

## Опис
Виростає до 3,5 мм завдовжки. Комаха покрита бородавчастими горбиками та довгими щетинками. Забарвлення блакитно-сіре. Має три вічка. У комахи відсутня фурка. Поїдає водорості і гриби, що ростуть на корі.